# Porfirio Lobo Sosa
Porfirio Lobo Sosa (* 22. prosince 1947 Trujillo), známý též jako Pepe Lobo, je honduraský politik a zemědělský podnikatel. Vystudoval University of Miami. V prezidentských volbách 29. listopadu 2009 zvítězil se ziskem 56 % hlasů, honduraským prezidentem byl mezi 27. lednem 2010 a 27. lednem 2014.

## Politika
Je členem Národní strany Hondurasu, která v Hondurasu představuje středopravicovou konzervativní stranu. Od roku 1990 je poslancem Národního kongresu, jejímž byl v letech 2002–2006 také prezidentem. V prezidentských volbách v roce 29. listopadu 2005 skončil za tehdejším vítězem Manuelem Zelayou druhý se ziskem 46 % hlasů.
V prezidentských volbách 29. listopadu 2009 zvítězil jako opoziční kandidát za Národní stranu Hondurasu, kdy získal 56 % hlasů. Na druhém místě skončil vládní kandidát za Liberální stranu Hondurasu Elvin Ernesto Santos Ordóñez. V červnu 2009 svržený prezident José Manuel Zelaya Rosales výsledky voleb odmítl, společně s ním výsledky voleb též neuznala Venezuela, Argentina a Brazílie.

## Vyznamenání
- velkostuha Řádu jasného nefritu – Tchaj-wan, 2010